# Episodi di Bizaardvark (seconda stagione)
La seconda stagione di Bizaardvark è in onda negli Stati Uniti dal 23 giugno 2017 sul canale Disney Channel e dal 18 dicembre 2017 in Italia.
Gli episodi 13, 14, 18, 19, 20, 21 e 22 sono stati pubblicati in Italia su Disney+ il 24 marzo 2020 
|    | Titolo originale                                  | Titolo italiano                                      | Prima TV USA      | Prima TV Italia  |
| -- | ------------------------------------------------- | ---------------------------------------------------- | ----------------- | ---------------- |
| 1  | First Day of School                               | Primo giorno di scuola                               | 23 giugno 2017    | 15 gennaio 2018  |
| 2  | Chocolate Bananas                                 | Video rivelatore                                     | 30 giugno 2017    | 16 gennaio 2018  |
| 3  | The Doctor Will See You Now                       | Il nuovo Chocolate Bar                               | 7 luglio 2017     | 17 gennaio 2018  |
| 4  | Paige Bugs Out                                    | Il mio amico Roger                                   | 14 luglio 2017    | 18 gennaio 2018  |
| 5  | Friend Fight!                                     | Lite tra amiche                                      | 28 luglio 2017    | 19 gennaio 2018  |
| 6  | Hawkward                                          | Aquila il gufo                                       | 4 agosto 2017     | 18 dicembre 2017 |
| 7  | Frankie and Amelia's Fun Friend Weekend           | Il divertente weekend tra amiche di Frankie e Amelia | 11 agosto 2017    | 1º luglio 2018   |
| 8  | Frankie's Cheating Teacher                        | Una fidanzata per papà                               | 18 agosto 2017    | 8 luglio 2018    |
| 9  | Softball: The Musical                             | Softball: il musical                                 | 25 agosto 2017    | 15 luglio 2018   |
| 10 | Yes and No                                        | Si e no                                              | 15 settembre 2017 | 22 luglio 2018   |
| 11 | Science (Un)Fair                                  | Fiera della scienza... sleale                        | 22 settembre 2017 | 29 luglio 2018   |
| 12 | Promposal Problems                                | La balloproposta                                     | 29 settembre 2017 | 5 agosto 2018    |
| 13 | Halloweenvark: Part Boo!                          | Halloweenvark                                        | 6 ottobre 2017    | 24 marzo 2020    |
| 14 | A Killer Robot Christmas                          | Il malvagio robot di Natale                          | 8 dicembre 2017   | 24 marzo 2020    |
| 15 | Clash of the Superfans                            | Le superfan                                          | 23 febbraio 2018  | 12 agosto 2018   |
| 16 | Don't Think, Just Dare                            | Non pensare, sfida e basta                           | 2 marzo 2018      | 19 agosto 2018   |
| 17 | Bernie Moves Out                                  | Bernie si trasferisce                                | 9 marzo 2018      | 26 agosto 2018   |
| 18 | The BFF (Before Frankie Friend)                   | L'amica prima di Frankie                             | 16 marzo 2018     | 24 marzo 2020    |
| 19 | Amelia's Perfectly Imperfect Volleyball Adventure | L'avventura perfettamente imperfetta di Amelia       | 23 marzo 2018     | 24 marzo 2020    |
| 20 | Paige Is Wrong                                    | Paige si sbaglia                                     | 30 marzo 2018     | 24 marzo 2020    |
| 21 | Spring Break Video Spectacular                    | Spring break                                         | 6 aprile 2018     | 24 marzo 2020    |
| 22 | Her, Me, and Hermie                               | Lei, io e Hermie                                     | 13 aprile 2018    | 24 marzo 2020    |